# Anisozyga eranna
Anisozyga eranna là một loài bướm đêm trong họ Geometridae.